# Telegrammi Willy-Nicky

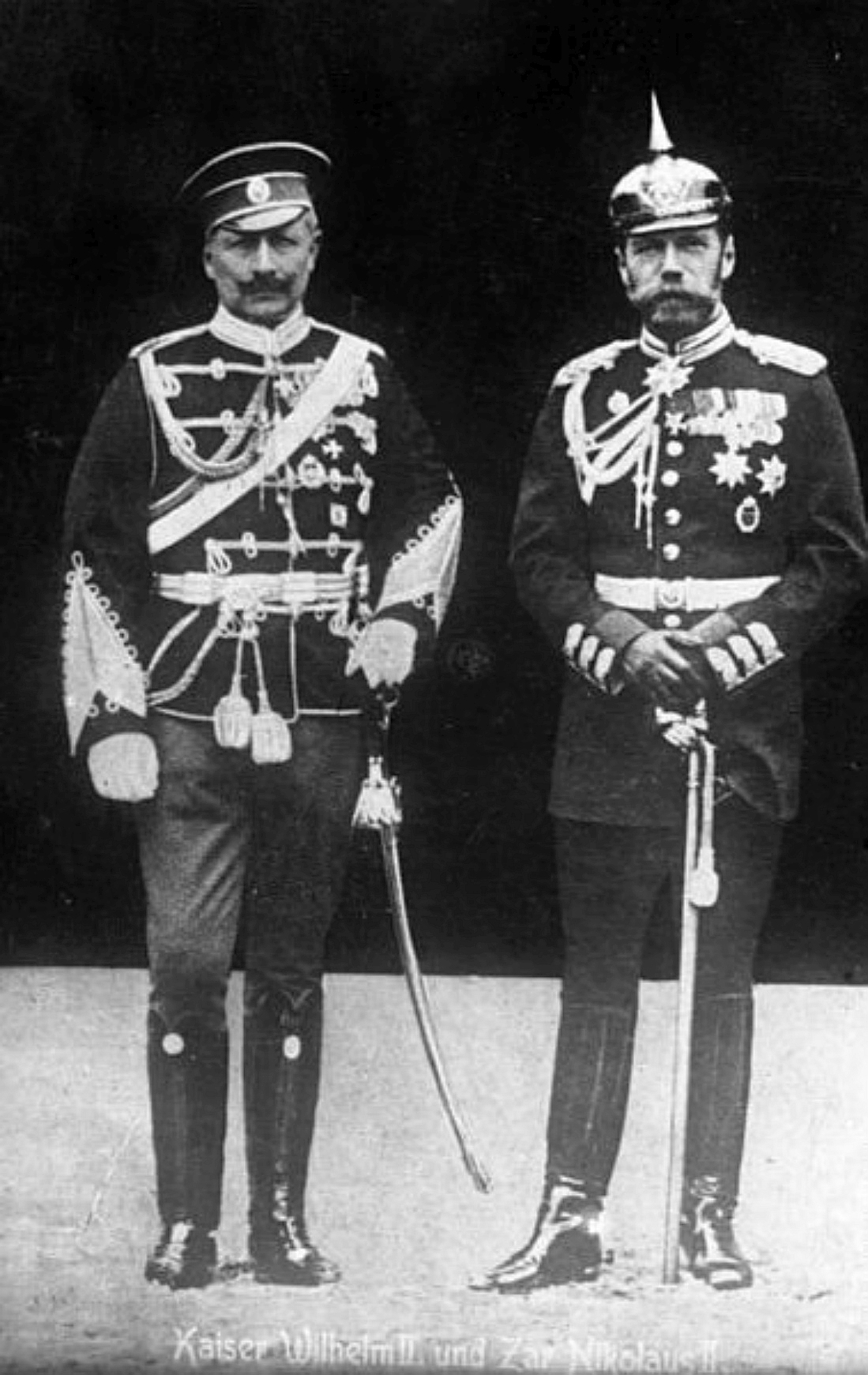
Lo zar Nicola II di Russia (destra) e il kaiser Guglielmo II di Germania (sinistra), fotografati assieme nel 1905 con le uniformi invertite, russa per Guglielmo e prussiana per Nicola

Sono ricordati come telegrammi Willy-Nicky una serie di scambi privati tra il kaiser Guglielmo II di Germania e lo zar Nicola II di Russia avvenuti alla vigilia della prima guerra mondiale, tra il 28 luglio e il 1º agosto 1914.
I due sovrani erano cugini primi per via matrimoniale, non diretta di sangue. La moglie di Nicola II, Alessandra Feodorovna (nata Principessa Alice d'Assia e del Reno), era la nipote della regina  Vittoria del Regno Unito, ed erano per questo in stretta confidenza personale, chiamandosi affettuosamente tra sé "Willy e Nicky". Alla fine della crisi di luglio, in un disperato e tardivo tentativo di prevenire la guerra, tentarono di convincersi a vicenda a intercedere presso i propri alleati per trattare, senza tuttavia ottenere successo.

## Lo scoppio della guerra
Dopo l'attentato di Sarajevo del 28 giugno 1914 la situazione politica europea precipitò molto velocemente, scatenando la crisi di luglio e conducendo l'Europa sull'orlo della guerra totale. Il 28 luglio giunse la dichiarazione di guerra dell'Austria-Ungheria nei confronti del Regno di Serbia, atto che portò al domino delle alleanze che, a causa delle successive dichiarazioni di guerra incrociate, fece scoppiare il primo conflitto mondiale.

## I telegrammi
Sia Guglielmo II di Germania che Nicola II di Russia erano discendenti della regina Vittoria del Regno Unito, erano tra loro cugini primi e godevano di uno speciale rapporto personale, tanto da chiamarsi affettuosamente tra sé "Willy e Nicky". Spesso si scrivevano, comunicando in lingua inglese, appresa per le comuni parentele e per il sempre maggior prestigio dell'impero britannico (tra l'altro, anche re Giorgio V del Regno Unito era cugino primo dei due).
A livello politico-decisionale sia il kaiser che lo zar dipendevano molto dai propri collaboratori e dagli esponenti politici nazionali di spicco, e non godevano quindi di molta autonomia né di eccessiva influenza sui rispettivi governi. Nessuno dei due era favorevole alla guerra imminente, e a livello personale tentarono di raggiungere un accordo in forma privata per cercare almeno di ritardare lo scoppio del conflitto. Per velocizzare le comunicazioni tra i due, gli scambi avvennero tramite telegramma. Nonostante la corrispondenza segreta e i tentativi di conciliazione, entrambi si mantennero fedeli alla propria politica nazionale, e il 1º agosto 1914 la Germania dichiarò guerra alla Russia, aprendo le operazioni militari sul fronte orientale.

### 28 luglio 1914, da Willy a Nicky
In un disperato tentativo di fermare il caos diplomatico internazionale, il 28 luglio 1914 il kaiser tedesco, appena rientrato da una crociera interrotta per il precipitare degli eventi, scrisse allo zar di Russia, tentando di giustificare la dichiarazione di guerra dell'Austria-Ungheria alla Serbia. Il telegramma fu spedito alle 20.45 (ora di Berlino).
(28 luglio 1914, da Willy a Nicky)

### 29 luglio 1914

#### Da Nicky a Willy
Nel primo telegramma di risposta, Nicola II tentò di difendere l'operato dell'impero russo nel voler rispettare l'alleanza con la Serbia, dirigendosi quindi verso la guerra con l'Austria-Ungheria. Lo zar pregò comunque il kaiser di intercedere con l'imperatore Francesco Giuseppe per fermare il conflitto. Il telegramma fu invitato dal palazzo di Peterhof alle 13:00 (ora di San Pietroburgo).
(29 luglio 1914, da Nicky a Willy)

#### Da Willy a Nicky
Tale era l'urgenza della situazione che la risposta del kaiser giunse lo stesso giorno, alle 18:30. Nel telegramma, Guglielmo difese a propria volta le ragioni degli imperi centrali, tentando di convincere lo zar a tenersi fuori dal conflitto austro-serbo.
(29 luglio 1914, da Willy a Nicky)

### 30 luglio 1914

#### Da Willy a Nicky
Per mettere pressione al cugino, all'una di notte il kaiser scrisse ancora allo zar. Nel breve telegramma, Guglielmo cercò di far sentire Nicola responsabile dello scoppio del conflitto per non star impedendo all'esercito imperiale russo di mobilitarsi e non lasciare che Austria-Ungheria e Serbia combattessero da sole nel conflitto imminente.
(30 luglio 1914, da Willy a Nicky)

#### Da Nicky a Willy
Lo zar rispose alle 13:20 del 30 luglio, semplicemente dicendo che la mobilitazione era già stata decisa da lungo tempo e che Guglielmo doveva cercare di influenzare l'Austria nel raggiungere un accordo con la Russia. Ormai la mobilitazione russa era cominciata e le autorità zariste non avevano alcuna intenzione di fermarla.
(30 luglio 1914, da Nicky a Willy)

### 31 luglio 1914, i telegrammi incrociati
Per un intero giorno le trattative tra le diplomazie europee proseguirono convulse, e lo zar e il kaiser non ebbero tempo di scriversi. Solo nella mattina del 31 luglio entrambi poterono riprendere la corrispondenza, e casualmente entrambi inviarono i propri messaggi alle ore 14:00, accavallandosi. Mentre lo zar si mostrava impotente nel fermare la mobilitazione russa ma conciliatorio, il kaiser prendeva bruscamente atto delle minacce russe ai confini tedeschi e dell'imminenza del conflitto, facendone ricadere la responsabilità su Nicola.
(31 luglio 1914, da Nicky a Willy)
(31 luglio 1914, da Willy a Nicky)

### 1º agosto 1914, gli ultimi scambi
Ormai la guerra non era più evitabile, e il suo scoppio era solo questione di ore. Nicola II tentò comunque di convincere il cugino a continuare a mediare con l'Austria-Ungheria, scrivendogli un breve telegramma il 1º agosto.
(1º agosto 1914, da Nicky a Willy)
A ciò il kaiser rispose poco dopo, dicendo di non poter fermare la propria mobilitazione e diffidando la Russia dal compiere qualsiasi azione ostile contro la Germania. Fu, di fatto, la fine dei contatti tra i due sovrani.
(1º agosto 1914, da Willy a Nicky)
Lo stesso giorno, alle ore 17:00, sia la Germania che la Francia ordinarono in contemporanea la mobilitazione generale. Il 2 agosto la Germania senza preavviso invase e occupò il Lussemburgo, primissima fase del piano Schlieffen, mentre sul confine franco-tedesco avvenne la schermaglia di Joncherey, primo scontro armato tra gli eserciti belligeranti. Era iniziata la prima guerra mondiale.